# Гаспарян, Жора Саакович
Жора Гаспарян (арм. Ժորա Գասպարյան, 1942, Зардахач, НКАО, СССР) — армянский военный деятель, герой Арцаха, генерал-майор, прозвище «Град Жора».

## Биография
В 1966 году окончил Тбилисское высшее артиллерийское командное училище и до 1988 года служил в Вооружённых силах СССР, занимая посты от командира взвода до командира Отдельной войсковой части, был демобилизован в звании подполковника.
В 1991 — переехал в родное село и добровольцем записался в местный фидаинский отряд, участвовал в обороне села Зардахач и окрестных сел от азербайджанцев.
В 1992 — по указу председателя Комитета самообороны НКР приступил к формированию артиллерийских подразделений, одновременно один за другим уничтожая огневые точки артиллерии противника.
Принимал участие во всех военных операциях Первой карабахской войны.
В сентябре 1992 — был назначен начальником артиллерии АО НКР, в сентябре 1992 — первым заместителем министра обороны НКР.
С января 2000 — вновь был начальником артиллерии АО.
В июле 2002 — ушел в отставку.

## Достижения
- Генерал-майор (1996)
- «Герой Арцаха»

## Интеренные факты
- В Арцахе известен как «Град Жора».
- Проделал серьезную работу по централизации действовавших разрозненно артиллерийских расчетов и создания батарей и дивизионов. В оборонительных зонах были образованы и функционировали различного вида артиллерийские расчеты. Однако, так как Жора Гаспарян осуществлял эти задачи параллельно с боевыми действиями, находясь на фронте, и был занят задачами ведения боя, в силу загруженности он не мог полноценно участвовать в армейском строительстве этой области. Дело Жоры Гаспаряна продолжил советский и карабахский генерал Христофор Иванян, который по достоинству оценивал вклад Гаспаряна в строительство армии обороны НКР.